# André Boman
André Peder Boman (15 novembre 2001) è un calciatore svedese, difensore o centrocampista dell'Halmstad.

## Carriera

### Club
Cresciuto nel settore giovanile del Varberg, esordisce in prima squadra il 20 luglio 2019, disputando l'incontro di Superettan perso per 1-0 contro il Dalkurd. Oltre che nel Varberg, che dal 2020 milita nella massima serie nazionale, tra il 2019 e il 2021 Boman gioca anche in altre squadre dilettantistiche, in prestito con la formula del doppio tesseramento: scende in campo con il Varbergs GIF sia nel 2019 (in quinta serie) che nel 2020 (in quarta serie), mentre nel corso della stagione 2021 veste in 5 occasioni la maglia dell'Ullareds IK in quarta serie. Intanto trova sempre più spazio in prima squadra, fino alla consacrazione della stagione 2022 in cui ottiene 27 presenze in Allsvenskan di cui 22 da titolare.
Nel gennaio del 2023, alla riapertura del mercato, viene acquistato a titolo definitivo dall'Elfsborg con un contratto quinquennale. Il suo utilizzo in maglia giallonera tuttavia si rivela piuttosto scarso: nell'intera Allsvenskan 2023 gioca solo 7 partite di cui solo 2 da titolare, mentre nella prima parte dell'Allsvenskan 2024 viene schierato in 4 occasioni su 14 giornate di campionato.
Il 9 luglio 2024, a torneo in corso, viene dunque girato in prestito all'Halmstad fino alla fine dell'anno. Al termine di un campionato in cui, dal momento del suo arrivo, Boman ha giocato da titolare come terzino destro in tutte le rimanenti 17 partite, l'Halmstad lo ha rilevato a titolo definitivo con un contratto fino al dicembre 2027.

### Nazionale
Nel 2023 ha esordito in nazionale.

## Statistiche

### Presenze e reti nei club
Statistiche aggiornate al 20 agosto 2022.
| Stagione        | Squadra         | Campionato      | Campionato | Campionato | Coppe nazionali | Coppe nazionali | Coppe nazionali | Coppe continentali | Coppe continentali | Coppe continentali | Altre coppe | Altre coppe | Altre coppe | Totale | Totale |
| Stagione        | Squadra         | Comp            | Pres       | Reti       | Comp            | Pres            | Reti            | Comp               | Pres               | Reti               | Comp        | Pres        | Reti        | Pres   | Reti   |
| --------------- | --------------- | --------------- | ---------- | ---------- | --------------- | --------------- | --------------- | ------------------ | ------------------ | ------------------ | ----------- | ----------- | ----------- | ------ | ------ |
| 2019            | Varberg         | S1              | 2          | 0          |                 | -               | -               |                    | -                  | -                  |             | -           | -           | 2      | 0      |
| 2020            | Varberg         | A               | 2          | 0          |                 | -               | -               |                    | -                  | -                  |             | -           | -           | 2      | 0      |
| 2021            | Varberg         | A               | 7          | 0          |                 | -               | -               |                    | -                  | -                  |             | -           | -           | 7      | 0      |
| 2022            | Varberg         | A               | 18         | 0          |                 | -               | -               |                    | -                  | -                  |             | -           | -           | 18     | 0      |
| Totale carriera | Totale carriera | Totale carriera | 29         | 0          |                 | -               | -               |                    | -                  | -                  |             | -           | -           | 29     | 0      |